# Valentin Bauer (Politiker)

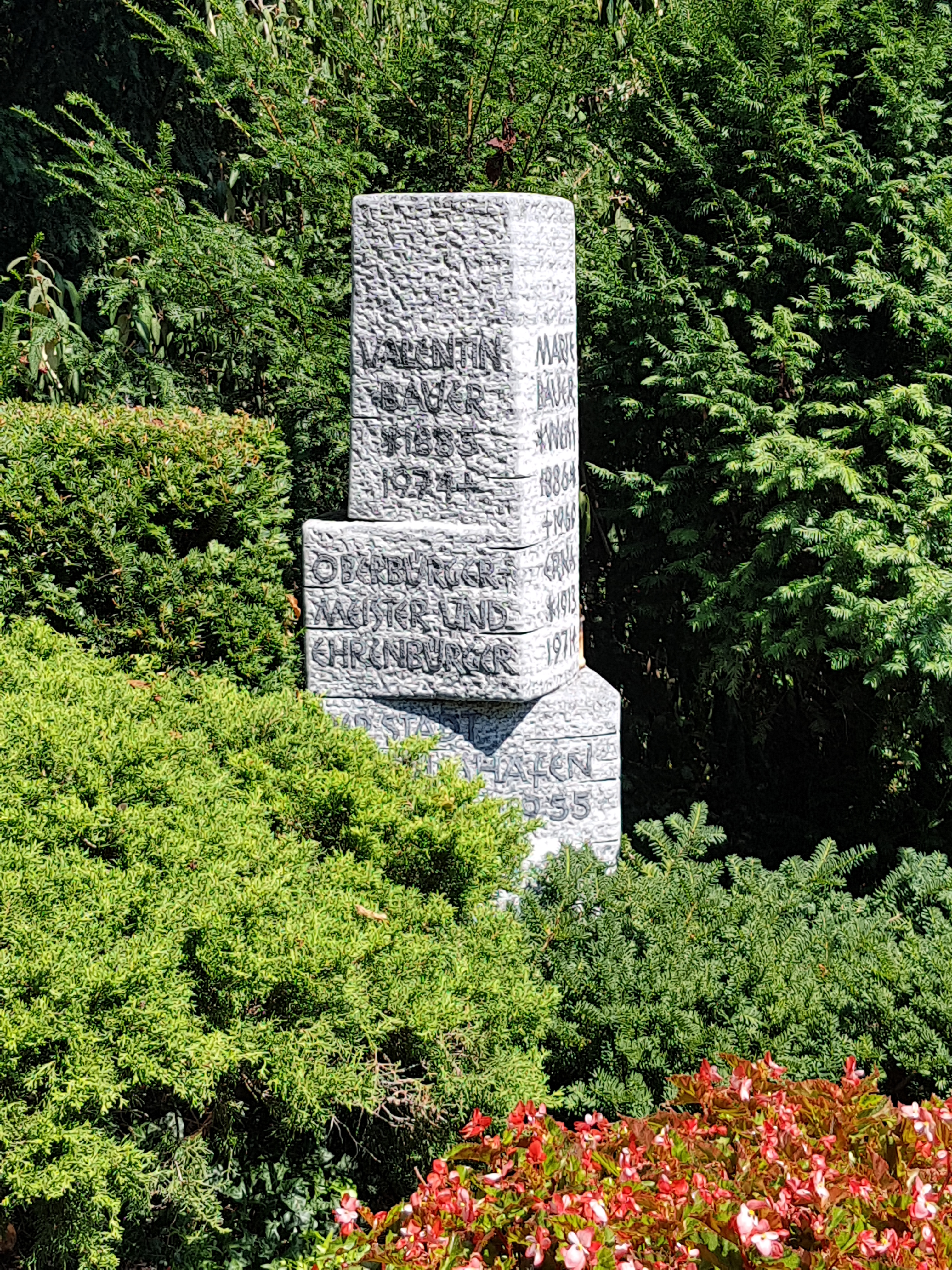
Grabstätte auf dem Ludwigshafener Hauptfriedhof

Valentin Bauer (* 22. Juni 1885 in Markt Nordheim; † 27. Oktober 1974 in Bad Kreuznach) war ein deutscher Politiker (SPD).

## Leben und Politik
Nach Absolvierung einer Lehre im heimischen Nordheim als Zimmerer ging Valentin Bauer auf Wanderschaft und fand Arbeit bei der BASF. Dort leitete er die firmeneigenen Holzwerkstätten.
Seit 1902 engagierte sich Bauer in der SPD. Von 1920 bis 1933 war Bauer als Vertreter seiner Partei im Stadtrat in Ludwigshafen am Rhein. In dieser Zeit war er auch Mitglied des Aufsichtsrates der kommunalen Wohnungsbaugesellschaft GAG in Ludwigshafen. Danach wurde er zum Alleinvorstand für das Unternehmen ernannt.
Zwischen 1933 und 1945 wurde Bauer mehrfach auf Grund seines politischen Engagements verhaftet. Nach dem Krieg war Bauer Gründungsmitglied der neu gegründeten pfälzischen SPD. Im April 1945 wurde Bauer in den Beirat der Stadt Ludwigshafen am Rhein berufen, Mitglied des Stadtrates wurde er 1946. Am 8. Dezember 1945 wurde er zum Oberbürgermeister der Stadt Ludwigshafen am Rhein berufen. Am 30. Mai 1955 trat Bauer, kurz vor Vollendung seines 70. Geburtstages, von seinem Amt zurück. 1946/47 war er Mitglied der Beratenden Landesversammlung von Rheinland-Pfalz.
Seine letzte Ruhestätte fand Bauer auf dem Ludwigshafener Hauptfriedhof.

## Ehrungen und Gedenken
Mit dem Namen von Valentin Bauer verbindet sich heute in Ludwigshafen vor allem sein Wirken für den Wiederaufbau der Stadt. 1955 wurde er Ehrenbürger von Ludwigshafen am Rhein und erhielt das Große Bundesverdienstkreuz. Seit 1956 trägt die Valentin-Bauer-Siedlung in Ludwigshafen seinen Namen.